# Flavio Roberto Carraro
Flavio Roberto Carraro, O.F.M. Cap., italijanski rimskokatoliški duhovnik, škof, * 3. februar 1932, Sandon di Fossò, † 17. junij 2022.

## Življenjepis
16. marca 1957 je prejel duhovniški posvečenje.
8. junija 1996 je bil imenovan za škofa Arezzo-Cortona-Sansepolcre; škofovsko posvečenje je prejel 7. avgusta istega leta.
25. julija 1998 je postal škof Verone. Upokojil se je 8. maja 2007.